# 9,3 × 62 mm
9,3 × 62 mm är en gevärskaliber.

## Historia
Patronen är en tysk högviltspatron. Den togs fram av Otto Bock 1905, med tanken på jakt i de tyska kolonierna i Afrika. Även om de tyska kolonierna föll rätt snart, i samband med Versaillesfreden, har den förblivit en omtyckt och populär patron.

## Användning

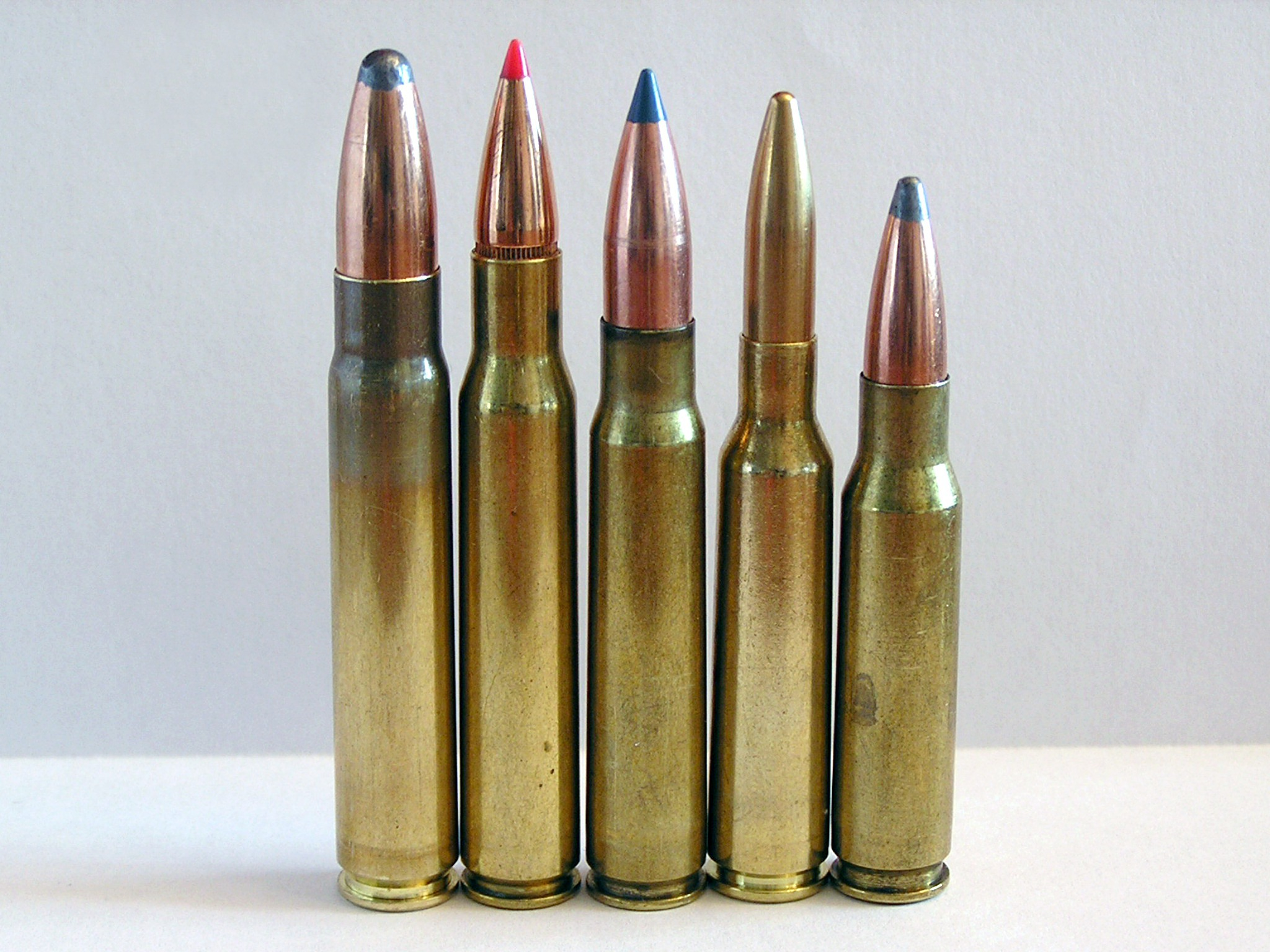
9,3 längst till vänster i jämförelse med .30-06, 7,92×57 mm, 6,5×55 mm och .308 Winchester.

Till 9,3 × 62 mm fördelar räknas en hanterbar rekyl och bra prestanda. Det faktum att Mauser snabbt började kamra vapen i kalibern bidrog också till att snabbt ge den ett gott rykte. Bönder i hela Afrika har allmänt använt sig av 9,3 × 62 mm vid jakt på antilop och liknande djur, och med helmantlade kulor har jägare använt den även till de största och farligaste arterna i Afrika, de så kallade Big Five.
I Norden är den vanligt förekommande och populär främst till älgjakt men även till den ökande vildsvinsjakten i södra Sverige. I de norra landsdelarna ökar efterfrågan i takt med att björnjakten blir allt vanligare.

## Liknande kalibrar
I Sverige, och i viss mån i övriga delar av Skandinavien, används fortfarande en äldre kaliber baserad på en kortare hylsa betecknad 9,3 × 57 mm. Den kortare hylsan ger lägre utgångshastighet, mindre rekyl och en något mer krökt kulbana. Vapen nytillverkas åter igen i denna kaliber av Blaser.